# Jadranka Kosor
Jadranka Kosor (Pakrac, 1 de julio de 1953 - ) es una antigua periodista y política croata, que asumió el cargo de primera ministra de Croacia después de la dimisión de Ivo Sanader, el 6 de julio de 2009. Fue sustituida en diciembre de 2011 por Zoran Milanović, vencedor de las elecciones legislativas de ese año.

## Biografía
Nacida el 1 de julio de 1953 en Pakrac. Estudió derecho en la Universidad de Zagreb. En 1972 trabajó como periodista para el diario Večernji list (Diario de la tarde, en lengua croata). 
Durante la guerra de independencia de Croacia (1991-1995), Kosor trabajó como periodista de Radio Zagreb, ocupándose sobre todo de temas de los refugiados y los mutilados de guerra. También hizo crónicas para la BBC.
Ha publicado dos libros de poesía y dos sobre la independencia de Croacia. 
Además del croata nativo, habla inglés y alemán, como lenguas extranjeras.

## Política
En 1995 fue elegida miembro del parlamento y vicepresidenta de la cámara de representantes, hasta el año 2000. En su partido, la Unión Democrática Croata también fue elegida vicepresidenta en 1995.
En 2003 fue nombrada vice primer ministro en el gobierno de Ivo Sanader y ministra de la Familia, de Veteranos y de la Solidaridad Intergeneracional.
En 2005, Kosor concurrió a las elecciones a la presidencia de Croacia y fue derrotada por el incumbente Presidente Stjepan Mesić, que contaba con el soporte de la coalición del centro-izquierda
Designada candidata a primera ministra de Croacia al dimitir por sorpresa Ivo Sanader el 1 de julio de 2009. Al prepararse para acceder al puesto de primer ministro declaró que sus prioridades serán superar la crisis económica y acceder como miembro a la Unión Europea y combatir la corrupción. Después del voto del parlamento croata, el 6 de julio de 2009, sucede a Ivo Sanader como novena primera ministra de Croacia desde la independencia en 1991.
En las elecciones de diciembre de 2011, el HDZ fue ampliamente superado por una coalición de centro-izquierda, por lo que Zoran Milanovic, del Partido Social Demócrata de Croacia, reemplazó en el cargo a Kosor.